# Monika Linkytė
Monika Linkytė (Gargždai, 1992. június 3. – ) litván énekesnő, zeneszerző. Ő képviselte Litvániát Vaidas Baumilával a 2015-ös Eurovíziós Dalfesztiválon, Bécsben, a This Time című dallal, majd 2023-ban Liverpoolban, a Stay című dalával.

## Magánélete
Gargždaiban született, gimnáziumi tanulmányi befejezése után a litván fővárosba költözött. A Vilniusi Egyetemen közegészségügyet tanult, majd három szemeszter után abbahagyta. 2014-ben jogot kezdett tanulni, amit 2016-ban abbahagyott és Londonban folytatta tanulmányait zene szakon.

## Pályafutása

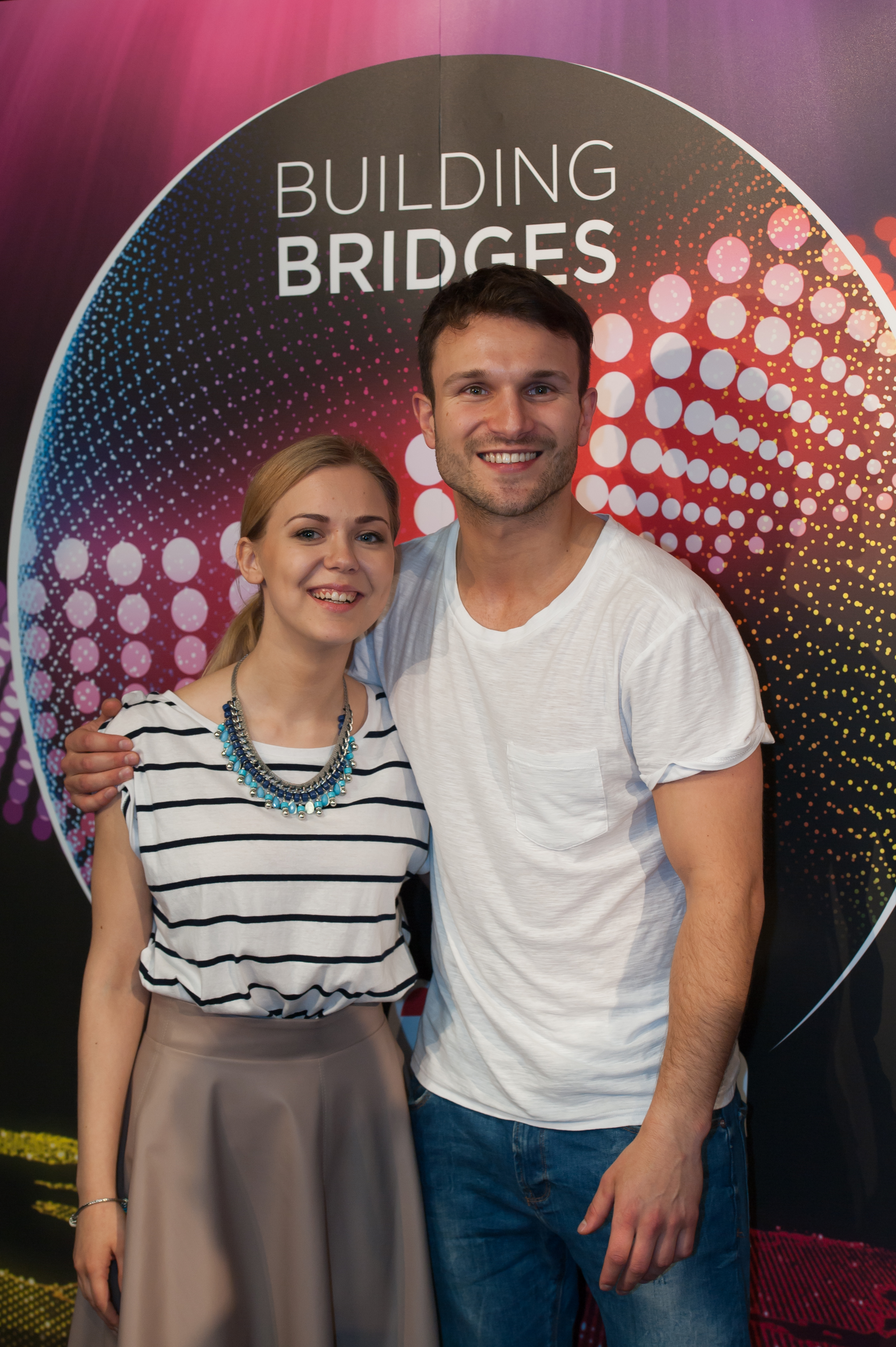
Monika és Vaidas a bécsi Eurovízión

2007-ben Muzika – Deivė című dalával részt vett a litván junior eurovíziós nemzeti válogatóban. Az elődöntőből vigaszágon jutott tovább, majd a tizenkét fős döntőben ötödik helyezett lett. 2010 és 2015 között minden évben részvevője volt a litván eurovíziós nemzeti válogatónak. 2010-ben Give Away dalával tizedik, 2011-ben a Days Go By-jal negyedik, 2012-ben a Happy-vel harmadik helyezett lett a döntőben, 2013-ban a Baby Boy című dallal versenyzett, azonban a döntő előtt visszalépett a versenytől gégegyulladás miatt. Ugyanebben az évben jelentkezett a The Voice litván változatába, ahol Donny Montell volt a mestere. A tehetségkutató műsor döntőjében végül második helyezett lett. 2014-ben újra résztvevője volt a litván eurovíziós válogatóműsornak, ahol negyedikként végzett. 2015-ben Besieliai című dalát nevezte az eurovíziós válogatóra, amelyet nem választották ki a győztes dalnak, amellyel az országot képviselhette volna a válogató nyertese. A műsor döntőjében Vaidas Baumilával közösen énekelték a This Time-ot, amellyel megnyerték a műsort, így ők utazhattak az Eurovíziós Dalfesztiválra Bécsbe. A dalfesztivál május 21-i második elődöntőjéből hetedik helyezettként jutottak tovább a döntőbe, ahol harminc pontot összegyűjtve a tizennyolcadik helyezettek lettek. Ugyanebben az évben megjelent első stúdióalbuma Walk with Me címmel.
2022. december 20-án a Lietuvos Radijas ir Televizija bejelentette, hogy az énekesnő résztvevője a 2023-as Pabandom iš naujo litván eurovíziós nemzeti válogatónak. Stay című versenydalát a január 28-i második válogatóban adta elő először, ahonnan második helyezettként sikeresen továbbjutott az elődöntőbe, ahonnan harmadikként jutott tovább a döntőbe. A február 18-án rendezett döntőben a szakmai zsűri és a nézők szavazatai alapján holtversenyben első helyezett lett Rūta Murral, azonban mivel a szakmai zsűri szavazatain nagyobb hangsúly volt, így megnyerte a válogatóműsort és másodjára képviselhette hazáját az Eurovíziós Dalfesztiválon. Versenydalát először a május 11-én rendezendő második elődöntőben adta elő, ahonnan továbbjutva a döntőbe a tizenegyedik helyen végzett.

## Diszkográfia

### Stúdióalbumok
- 2015: Walk with Me

### Nagylemezek
- 2018: Old Love

### Kislemezek
- 2007: Muzika – Deivė
- 2010: Give Away
- 2011: Days Go By
- 2012: Happy
- 2013: Baby Boy
- 2014: Skęstu
- 2015: This Time (Vaidas Baumilával közösen)
- 2015: Po dangum
- 2015: Žodžių nereikia
- 2016: Krentu žemyn
- 2016: Padovanojau
- 2016: Šviesõs
- 2016: Prisimink mane
- 2017: Leisk man pasiklyst
- 2017: Gal tai meilė
- 2018: O tu?
- 2020: Šilkas
- 2020: Visada šalia
- 2022: Degtukas
- 2023: Stay